# Pycreus nigricans
Pycreus nigricans är en halvgräsart som först beskrevs av Ernst Gottlieb von Steudel, och fick sitt nu gällande namn av Charles Baron Clarke. Pycreus nigricans ingår i släktet Pycreus och familjen halvgräs. Inga underarter finns listade i Catalogue of Life.